# Cristina Barcellini
Cristina Barcellini (Novara, 20 novembre 1986) è una pallavolista italiana.
Gioca nel ruolo di schiacciatrice.

## Carriera
Cristina Barcellini inizia la sua carriera pallavolistica nel 1999 nel Volley Bellinzago, in Serie D: Con la squadra di Bellinzago Novarese resta fino al 2003, ottenendo anche una promozione in Serie C.
Nella stagione 2003-04 viene ingaggiata dall'Asystel Novara, dove resta per nove stagioni, essendono capitano nelle ultime due, anche se dal 2003 al 2006 si alterna tra la squadra maggiore e quella minore, riservata alle giovani, in Serie B1. A partire dalla stagione 2006-07 entra stabilmente nella rosa della squadra maggiore e dalla stagione successiva, complice l'infortunio della schiacciatrice Anna Podolec, viene promossa come titolare: vince la Coppa di Lega 2007 e la Coppa CEV 2008-09, dove viene nominata anche migliore giocatrice. Nel 2009 ottiene la prima convocazione in nazionale con la quale disputa il torneo di Montreux e l'Universiade, vincendo un argento e un oro, oltre ad un altro oro nella Grand Champions Cup; sempre con la nazionale nel 2010 vince il bronzo al World Grand Prix, mentre nel 2011 vince l'oro alla Coppa del Mondo.
Nella stagione 2012-13 passa all'Imoco Volley di Conegliano, club in cui gioca per tre stagioni; con la nazione si aggiudica la medaglia d'oro ai XVI Giochi del Mediterraneo. Nell'annata 2015-16 veste la maglia del Promoball Volleyball Flero.
Si trasferisce in Turchia per la stagione 2016-17 ingaggiata dal neopromosso Seramiksan di Turgutlu, in Sultanlar Ligi, tuttavia è costretta a rinunciare al contratto e a un periodo di inattività a causa di un infortunio, prima di tornare in campo a metà campionato in Italia, nuovamente a Novara con l'AGIL Volley, con cui si aggiudica lo scudetto. È nuovamente in campo nel gennaio 2018 per concludere l'annata 2017-18 con la SAB di Legnano, sempre in Serie A1.

## Palmarès

### Club
- Campionato italiano: 1

2016-17
- Coppa di Lega: 1

2007
- Coppa CEV: 1

2008-09

### Nazionale (competizioni minori)
- Montreux Volley Masters 2009
- Universiade 2009
- Piemonte Woman Cup 2010
- Giochi del Mediterraneo 2013

### Premi individuali
- 2009 - Coppa CEV: MVP